# Basilica di San Sebastiano (Castiglione delle Stiviere)
La basilica di San Sebastiano (o San Sebastiano in Castello) è un edificio religioso di Castiglione delle Stiviere, in provincia di Mantova.

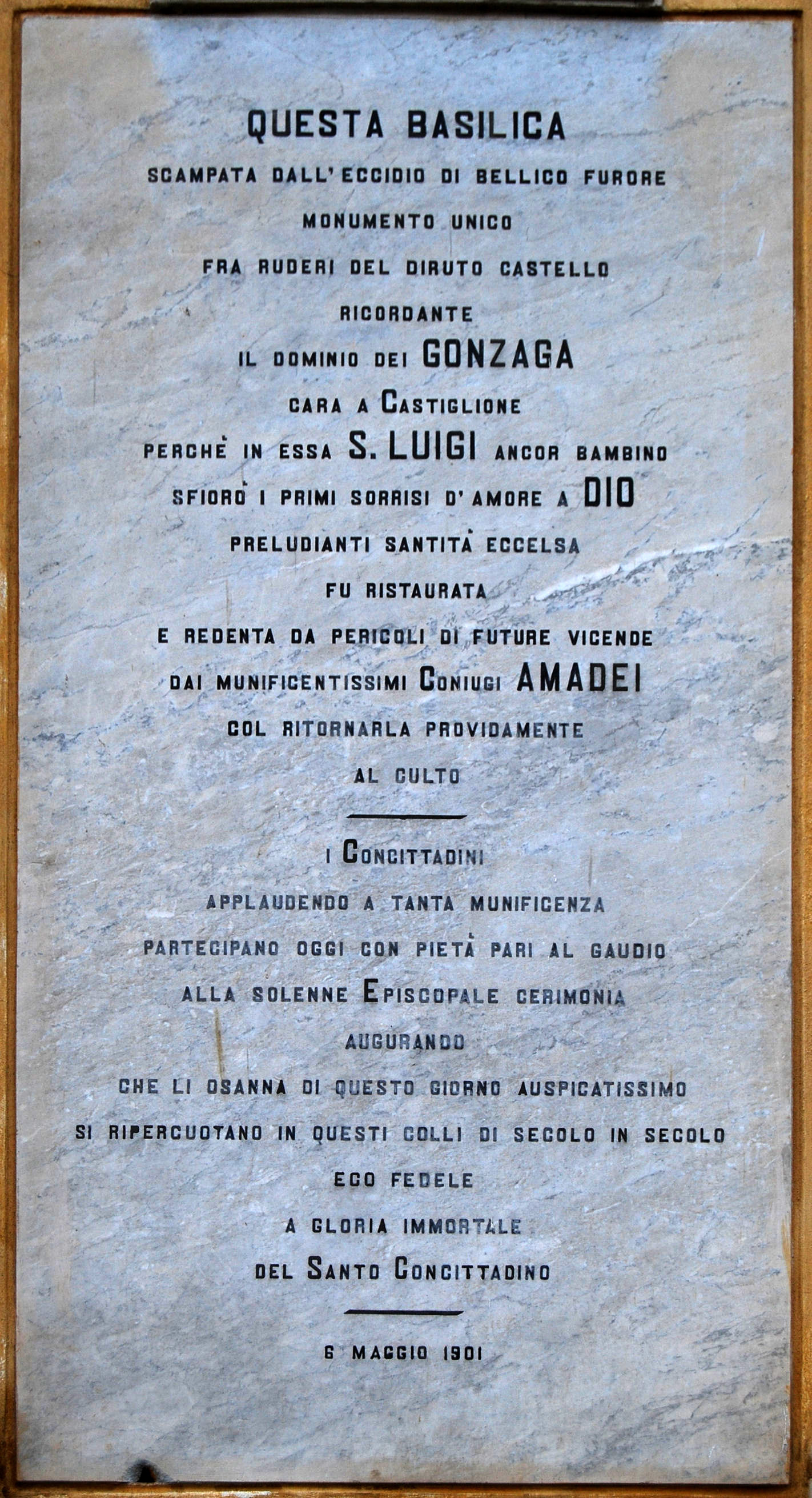
Lapide commemorativa sulla facciata

## Storia e descrizione
L'edificio sorge all'interno delle mura del castello di Castiglione delle Stiviere, sopra una collina che domina la città.
Edificata nel 1577 per volere del marchese Ferrante Gonzaga, primo marchese di Castiglione in segno di ringraziamento per essere scampato alla peste del 1576. Fu il luogo di raccoglimento prediletto di san Luigi Gonzaga, che dal 1610 al 1679 ospitò una sua reliquia.
L'interno, a navata unica, è destinato ad accogliere funzioni religiose della parrocchia.

### Sepolti illustri
L'edificio era destinato ad accogliere le spoglie dei signori Gonzaga. Al suo interno trovò sepoltura solo nel 1600, in quanto scomunicato, Rodolfo Gonzaga, che morì assassinato il 3 gennaio 1593 a Castel Goffredo. La madre Marta Tana ricorse al papa Gregorio XV ed ottenne la ribenedizione della salma e la sua sepoltura in terra consacrata.